# Contea di Balonne
La contea di Balonne è una Local Government Area che si trova nel Queensland. Essa si estende su una superficie di 31.150,3 chilometri quadrati e ha una popolazione di 4.720 abitanti. La sede del consiglio si trova a St. George.